# Once Bitten (película)
Once Bitten (conocida en español como Mordiscos peligrosos en España y Yo amo a un vampiro en Hispanoamérica) es una película de comedia de terror adolescente estadounidense de 1985, protagonizada por Lauren Hutton, Jim Carrey y Karen Kopins. Carrey tiene su primer papel protagónico importante interpretando a Mark Kendall, un inocente e ingenuo estudiante de secundaria que es seducido en un club nocturno de Hollywood por una sensual condesa rubia (Hutton), quien, sin él saberlo, es un vampiro centenario. Si bien la película tuvo un rendimiento inferior en la taquilla, desde entonces se ha convertido en un clásico de culto.

## Argumento
Con 400 años, una condesa vampiro ha reunido un establo de hombres y mujeres jóvenes que la acompañan en su viaje centenario a través de la vida eterna y la juventud. Aunque es inmortal, debe beber la sangre de un joven virgen masculino tres veces antes de Halloween cada año para mantener su inmortalidad y apariencia juvenil. Ella encuentra esta tarea cada vez más y extremadamente difícil, ya que los jóvenes vírgenes masculinos atractivos son casi imposibles de encontrar en la década de 1980, particularmente en ciudades hedonistas, en este caso, Los Ángeles.
Mientras tanto, el estudiante virgen de secundaria Mark Kendall quiere tener sexo, pero su novia Robin Pierce lo desanima. Una noche, Mark y sus mejores amigos Jamie y Russ van a un bar de solteros en Hollywood. Mark conoce a la condesa, regresa a su mansión y después de que ella lo seduce, se desmaya cuando le muerde el muslo. Cuando él se despierta, ella finge que han tenido relaciones sexuales y le dice que ahora es suyo. Mark no sabe a qué se refiere y, en los próximos días, comienza a mostrar comportamientos extraños: tener sueños extraños, evitar la luz solar directa e incluso beber sangre (de carne cruda). Después de que la condesa consigue una segunda mordida, Robin se da cuenta del comportamiento extraño de Mark y se enfrenta a la condesa durante una competencia baile en el baile de Halloween de la escuela secundaria.
Si bien parece que Robin ha recuperado a Mark, esto es solo temporal. La condesa secuestra a Robin para atraer a Mark a su mansión y darle una mordida final antes de que expire su fecha límite, y Robin, Jamie y Russ deben detenerla. Finalmente, para salvar a Mark de las garras de la condesa, Robin y Mark tienen relaciones sexuales en un ataúd mientras los secuaces de la condesa los persiguen, lo que le quita la virginidad a Mark y lo devuelve a la normalidad. Esto lo vuelve inútil para la condesa, ya que ella tiene que beber sangre virgen. Derrotada, la condesa comienza a envejecer y volverse decrépita ante sus ojos. El ayudante de la condesa, Sebastián, le dice que no se preocupe ya que hay otras vírgenes en el mundo a pesar de que la condesa duda que encontrará otro virgen. La película termina con Mark y Robin continuando teniendo sexo en el ataúd.

## Reparto
- Lauren Hutton como la condesa.
- Jim Carrey como Mark Kendall.
- Karen Kopins como Robin Pierce.
- Cleavon Little como Sebastian, el criado de la condesa.
- Thomas Ballatore como Jamie.
- Skip Lackey como Russ.
- Richard Schaal como el Sr. Kendall, el padre de Mark.
- Peggy Pope como la Sra. Kendall, la madre de Mark.
- Megan Mullally como Suzette.

### Vampiros de la condesa
- Joseph Brutsman como vampiro confederado.
- Jeb Stuart Adams como vampiro as de la Primera Guerra Mundial.
- Stuart Charno como Vampiro grumete.
- Robin Klein como el vampiro de la década de 1960.
- Carey More como Moll Flanders Vampiro.
- Glen Mauro como vampiro gemelo #1.
- Gary Mauro como vampiro gemelo #2.

## Producción
Once Bitten es el debut como director de Howard Storm La película se filmó durante 45 días en Los Ángeles y sus alrededores.

## Estreno
La película se estrenó el 15 de noviembre de 1985 en 1095 pantallas y se estrenó en el número uno en la taquilla de EE. UU., recaudando $ 4 025 657 durante el fin de semana. Finalmente ganó alrededor de $ 10 millones en los Estados Unidos y Canadá.

### Recepción de la crítica
Once Bitten recibió una respuesta polarizada de los críticos; en el agregador de reseñas Rotten Tomatoes, la película tiene un índice de aprobación del 10% basado en 10 reseñas, con una puntuación promedio de 3.3/10. En Metacritic, la película recibió una puntuación de 64 según 4 reseñas, lo que indica «críticas generalmente favorables».
Janet Maslin de The New York Times escribió que «tiene mucho más estilo que ingenio». Kevin Thomas, de Los Angeles Times, lo calificó como una «rareza extrema» por su humor sexual sutil e hilarante en una película para adolescentes. Rita Kempley de The Washington Post lo describió como «una farsa sexual cursi y estudiantil» que usa humor anticuado.

### Medios domésticos
La película se estrenó por primera vez en VHS en 1986 y en DVD el 26 de agosto de 2003. Scream Factory lanzó la película en Blu-Ray el 10 de febrero de 2015.